# Thomas Ihle
Thomas Ihle (* 28. Februar 1974 in Halle (Saale)) ist ein deutscher Entomologe und Zoologe. Er ist seit 1999 in der Insektenforschung in Südostasien freiberuflich tätig.

## Leben und Werk
Ihle lebt seit 1999 in Thailand. Als freier wissenschaftlicher Mitarbeiter verschiedener naturwissenschaftlicher Museen wie dem Naturkundemuseum Erfurt, dem Museum Koenig in Bonn, dem Museum Witt in München und dem Entomologischen Museum Ulf Eitschberger arbeitet er dort an der Erforschung der Insektenfauna von Südostasien mit dem Schwerpunkt der Schmetterlinge.
Thomas Ihle widmet sich vorwiegend der Feldforschung und seine Exkursionen führen nach Thailand, nach Laos, Vietnam, Myanmar und Nepal.
Mehrere neue Arten wurden dadurch von Thomas Ihle entdeckt, einige sind noch unbeschrieben und vier Arten, Ihlegramma Ihlei (Eitschberger 2003) Sphingidae, Aholcocerus ihleorum (Yakovlev & Witt 2009) Cossidae, Aloa ihlei (Cerny 2009) Arctiidae, Ovipennis thomasi (Cerny 2009) Arctiidae wurden nach ihm benannt.

## Schriften
- F. Tillack, U. Scheidt, T. Ihle: First record of Blakeway's mountain snake, Plagiopholis blakewayiBoulenger, 1893, from Thailand, with remarks on the distribution of Plagiopholis nuchalis (Boulenger, 1893) (Reptilia, Squamata, Colubridae, Pseudoxenodontinae). In: Veröff. Naturkundemuseum Erfurt. Band 25, 2006, S. 181–186.
- U. Scheidt, T. Ihle, B. Seifert: Adulter Tokeh (Gekko gecko [Linnaeus, 1758]) als Beute von Weberameisen (Oecophylla smaragdina [Fabricius, 1775])? In: Sauria. Band 32, Nr. 4, 2010, S. 61–63.
- U. Eitschberger, Th. Ihle: Some caterpillars of Sphingidae from Thailand and Laos, Vol. 1. In: Entomologische Nachrichten. Band 61, Mai 2008.
- U. Eitschberger, Th. Ihle: Some caterpillars of Sphingidae from Thailand and Laos Vol. 2. In: Entomologische Nachrichten. Band 64, Febr. 2010.
- Th. Ihle: some news about eggs laying and food plants of Daphnis nerii (Linnaeus 1758) Sphingidae in Thailand. In: Galathea. Band 22, Heft 2, Nürnberg 2006.
- U. Eitschberger, Th. Ihle: Observing of mass development from Macroglossum belis and Cephonodes hylas in Thailand. In: Entomologische Nachrichten. Band 59, Sept. 2006.